# Congregazione del Cuore Immacolato di Maria
La Congregazione del Cuore Immacolato di Maria (in latino Congregatio Immaculati Cordis Mariae) è un istituto religioso maschile di diritto pontificio: i membri di questa congregazione clericale, detti anche missionari di Scheut o scheutisti, pospongono al loro nome la sigla C.I.C.M.

## Storia

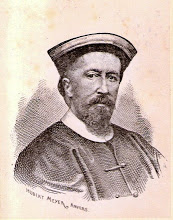
Teophiel Verbist, fondatore della congregazione

Nel 1860 il governo francese stipulò un trattato con la Cina che consentì ai missionari cattolici di svolgere liberamente il loro apostolato nel paese orientale. Teophiel Verbist (1823-1865) pensò allora di istituire, presso un antico santuario mariano a Scheut (un rione di Anderlecht, presso Bruxelles), una congregazione interamente consacrata alle missioni in Cina: il cardinale Engelbert Sterckx, arcivescovo di Malines, eresse canonicamente l'istituto il 28 novembre 1862.
Nel 1863 la Congregazione di Propaganda Fide concesse ai padri di Scheut il decreto di lode e nel 1864 affidò loro il primo incarico missionario in Mongolia; il 25 agosto 1865 Verbist, insieme ai suoi primi compagni (Ferdinand Hamer, Aloïs van Segvelt, François Vranckx), lasciò la casa madre alla volta di Siwantze. Verbiest morì poco tempo dopo, durante un viaggio d'ispezione alla missione di Laohoukeou.
Il 25 agosto 1888, su invito del re dei belgi Leopoldo II, i missionari di Scheut raggiunsero anche il Congo.
Gli statuti della congregazione vennero approvati definitivamente dalla Santa Sede il 20 luglio 1900.

## Attività e diffusione
I missionari di Scheut si dedicano all'attività missionaria presso le popolazioni non cristiane e alla cura d'anime.
Sono presenti in Europa (Belgio, Italia, Paesi Bassi), in Africa (Camerun, Repubblica Democratica del Congo, Senegal, Sudafrica, Zambia), nelle Americhe (Brasile, Repubblica Dominicana, Guatemala, Haiti, Messico, Stati Uniti d'America) e in Asia (Hong Kong, Indonesia, Giappone, Mongolia, Filippine, Singapore, Taiwan); la sede generalizia è a Roma.
Al 31 dicembre 2005 la congregazione contava 69 case e 1.025 religiosi, 819 dei quali sacerdoti.